# 월 패스
월 패스(Wall Pass)는 축구 비롯 구기 스포츠의 기본적인 패스 중 하나이며 2대1 패스로도 불린다.
영어권에서는 One-Two, Give and Go, Push and Run 등의 여러 이칭을 가지고 있다.
2명의 선수가 서로 패스를 주고 받으면서 상대팀 선수를 제치고 나아 갈 수 있기 때문에 팀 레벨에 상관없이 유용한 전술로 각광받고 있으며
토튼햄 핫스퍼 FC는 이 원투 패스를 잘 사용하여 1951년 풋볼 리그 1부에서 우승을 하였다.

## 같이 보기
- 패스 (스포츠)
- 패스 (축구)